# システムエンジニア
システムエンジニア（略称：SE、エスイー）とは、日本において情報システム関連の業務に従事する者を指す用語である。英語における Systems Engineer はシステム工学のエンジニアのことであり、情報技術者全般を指すような用法は和製英語と言える。

## 概要
システムエンジニアの職域に関する明確な定義は存在しないが、日本の企業では慣習的にコンピュータシステムやその周辺の情報システムに関わりながら以下のような業務を行う者を指すことが多い。
- 企画
- 要件定義
- 設計
- 開発
- 評価
- プロジェクトマネジメント
- コンサル
- 工事
- 保守
- 運用

「システムエンジニア」が指す具体的な職域は企業や団体によってまちまちであるため、上記以外にも様々な業務内容があると推測できる。とはいえ、全般的には情報システム関連の業務に携わる者が大雑把にシステムエンジニアと呼ばれる傾向がある。

## システム工学との無関係性
本来、「システム」という語は「相互に影響を及ぼしあう要素から構成されるまとまりや仕組みの全体」といった意味合いであり、英語では様々な分野・領域で使われる言葉である。しかし日本でいうところの「システムエンジニア」が対象とするシステムはもっぱら情報システムのみである。
学問領域・工学領域に「システムズ・エンジニアリング（システム工学）」というよく似た用語があるが、特に関係性はない。英語圏では「システムズ・エンジニア」と呼ばれる職域があるが、これは文字通りシステム工学に関わる技術者を指すものであり、日本のシステムエンジニアとは重ならない。「システムエンジニア」という用語自体が和製英語であり、日本で慣習的に使われているような用法は海外では基本的に通じないので注意が必要である。

## 略称
略称としてSE (エスイー)が使われることが多い。しかし、コンピュータ学会のAssociation for Computing Machinery（ACM）がまとめている「コンピュータに関する学位とキャリアについての報告」において「SE」は「ソフトウェアエンジニア」の略称として定義されており、また、文科省と国立情報学研究所が進めている技術者教育プログラム「トップエスイー」の「エスイー」も同様にソフトウェアエンジニアの略である等、コンピュータ関連でも行政や学界等で「SE」はソフトウェアエンジニアの略であることも多い。